# براك
بّرَاك مدينة ليبية تقع على بعد نحو 700 كيلومترا جنوبي العاصمة طرابلس، ونحو 60 كيلومترا شمال مدينة سبها. وتقرب 9 كيلومترات من تامزاوة . بلغ عدد سكانها العام 2004 نحو 43.100 نسمة.

## الموقع الجغرافي
تقع براك ما بين خط عرض 27.53.33 شمالاً وخط طول 14.28.33 شرقاً، في القسم الشرقي من شعبية وادي الشاطئ حيث تعتبر المركز الإدراي للشعبية.

## الاقتصاد
أهم الأنشطة الرئيسية السائدة هي الزراعة حيث تعتبر من أهم الحرف التي مُورست، ساعد على ذلك وفرة المياه والأراضي الصالحة للزراعة. ومن أهم المزروعات أشجار النخيل حيث كانت هناك غابات كثيفة من النخيل ذات أنواع وأصناف عديدة وتنتج كميات هائلة من التمور ذات الجودة العالية.
ويلي النخيل في الأهمية زراعة الحبوب بأنواعها وخاصة الذرة (القافولي) والقمح والشعير، فهي كانت من الحبوب المعتمد عليها في الحياة اليومية. أيضاً زراعة البرسيم (القضب) فهي تغطي مساحات شاسعة من الأرض المخصصة للزراعة حيث يعتبر أهم أنواع العلف الذي يقدم للحيوانات، بالإضافة إلى زراعه بعض أنواع الفاكهة كالبطيخ والشمام والعنب. وكل ما تقدم ذكره كان ينتج بشكل ذا مردود اقتصادي جيد إلى حد ما بالنسبة للمنطق، وكان هناك أيضاً حرفة الرعي وتربية الحيوانات وإن كانت تمارس بشكل محدود لقلة المراعي ومحدودية الثروة الحيوانية. وهناك العديد من الحرف اليدوية التي كان يشتغل بها بعض سكان براك والتي كان الهدف منها الاكتفاء الذاتي.

## السكان
يؤكد الباحثون أن من أهم سكان مدينة براك قبيلة المقارحة وهي من بطون زغب من بني سليم فى ليبيا ،ومن وهي تتألف من العشائر التالية (الجلاغمة ،البراكيس ،المشلشة ،العذرة ،العزمة ،المحاربية ،مقارحة القرية ،لحمات الشنارات ،الحطاطبة من قبيلة القرن) ، اما بعض العشائر فطبقا للمتواتر تنحدر من اولاد الزؤيب من الزنتان ومن الشعيبات بمنطقة سرت ومن الميامين من ورشفانة ومن الصلاحات من غريان ووحدات اخرى متعددة منتشرة فى كل مكان وفى طرابلس.
عائلاتها الاجيار والسراحنة وهاتان اللحمتان شعبتان من اللحمتين المعروفتين بهذا الاسم ضمن قبيلة القرن من مقارحة الشاطىء .
و مقارحة القرية ،هم من فروع المقارحة وعائلاتها البواصيرية وابناء طق النار والذيابات وابناء المقرحي  ،الجلاغمة (عشيرة من مقارحة وادى الشاطىء) ،عائلاتها (ضنى عمر ،ضنى سالم ،وضنى ضو ،العقائلية ،اولاد محمد ،البراكيس).
كما توجد بها عشيرة من مقارحة وادى الشاطىء و من عائلاتها (ابناء سالم ،الموادى ،اولاد عامر ،المناصير،الهمدة ،ابى العوافى الربيعي ،الفوارسية) ،هذا و ذكر كتب التاريخ ،أن اولاد الشيخ وطاهر والمهير وماضي هم اصلا من مقارحة وادى الشاطىء
وذكر ان الشنارات ( المعاليل) منهم اولاد عبد الجليل واولاد التايب هم من قبيلة القرن من مقارحة وادى الشاطىء وذكر ان الغدرة من فروع المقارحة بوادى الشاطىء ووادي زلاف وعائلاتها (الذئابات ،النكاكعة ،السراتي ،الشناترة ،المغارشية ،المثانين)
كذلك بها قبائل الميامين وهم من عشائر ورشفانة وعائلاتها (الفراجنة وبيوتها القرينات واولاد الحاج والثبات) ،كذلك الميامين من ربع القواسم بغريان مستقرة بالقرية المعروفة باسمها واصلها من مقارحة وادى الشاطىء مثل ميامين ورشفانة ،كذلك الشعيبات فى سرت اصلهم من مقارحة وادى الشاطىء وكذالك اولاد يحيى فى دوجال بمنطقة فزان من مقارحة وادى الشاطىء.
و يرجع تواجد هذه القبيلة التي تغطي أغلب مناطق الجنوب الليبي إلى بدايات القرن التاسع الهجري عندما قدم الجد الأعلى لهم وهو الحاج أبو محمد عبد الله بن الحاج محمد بن فضل بن عمر بن علي الجداوي السلمي الخزرجي الأنصاري من منطقة جدة بالسعودية إلى جنوب ليبيا في منطقة فزان، وبالتحديد وادي الشاطىء، وفي المكان المسمى الآن مدينة براك الشاطىء، حيث نزل بإزاء نبع ماء جار، وأقام حوله وأخذ هذا المكان في النمو والتطور خاصة بعد أن سمح للنازلين الجدد حق استغلال ماء النبع في إنشاء مزارع خاصة بهم، وقد جعل هذا الحق وقفا جارياً.
ونتيجة لذلك لقب بـ (عبد الله سبال العين) لكونه جعل العين سبيلاً عاماً، وهكذا نمت القرية التي قامت على نبع الماء، وجعل فيها مسجدا وزاوية لتعليم القرآن الكريم، وتقديم العون للناس، وبعد وفاته دفن فيها وضريحه مشهور ولا يزال معروفاً إلى الآن بين الناس باعتباره أحد أولياء الله الصالحين، وفي ليبيا يطلق على الولي لقب المرابط، ومن هنا جاءت تسمية (المرابطون) التي اشتهر بها أحفاده، ودفن بناحية من أملاكه القديمة في زاوية براك الشاطيء وأمام أحد البساتين، وتسمى الزمالية، ولا زالت إلى يومنا هذا معروفة بمكانها وبالتحديد في سطر سيدي عبد الله.أنجب عبد الله المذكور سبعاً من الأبناء كانوا هم الأساس لقبيلة المرابطين والتي يعرف أبناؤهم بهذا الاسم، وذلك حسب الوثائق التاريخية القديمة المتوفرة لدى أحفادهم، والروايات المتداولة والمنقولة مشافهة جيلاً بعد جيل عن الآباء والأجداد. وأبناء قبيلة المرابطين الأنصار يشكلون الآن مجموعة حضرية كبيرة في منطقة وادي الشاطىء بجنوب ليبيا، وينقسمون إلى خمسة أقسام حسب مكان إقامتهم بمنطقة وادي الشاطيء و قسمان آخران في مناطق أخرى من ليبيا.

## المناخ الثقافي
اهتمت براك منذ القدم بالعلم والتعليم حيث كان التعليم وخاصة الديني منه يلقى قدر كبير من الرعاية والاهتمام، ولقد كان تعليم القرآن والفقه وتحفيظه يتم على أيدي العديد من الفقهاء الذين ساهموا في نشر العلم سواء كان داخل براك أو خارجها.
كما اهتمت بالتعليم الجامعي فقد وجد بها كلية قانون تابعة لجامعة سبها احتلت مكانتها بجدارة في ليبيا على الرغم من حداثتها بالإضافة إلى العديد من الكليات التابعة لجامعة سبها، ومن هذه التخصصات الهندسة الالكترونية والهندسة المدنية والهندسة البيئية والمختبرات الطبية بالإضافة إلى كلية التربية التي تهم بتخريج مدرسين في مجالات متنوعة.

### جامعة وادي الشاطئ
على الرغم من حداثة جامعة وادي الشاطئ، إلاّ أنها تضم أقساماً وبرامج أكاديمية يتجاوز عمرها 45 سنة. قامت تلك الأقسام خلال العقود الماضية بتزويد المجتمع المحلي والإقليمي بالعديد من الخبرات والخريجين. 
تتكون جامعة وادي الشاطئ من تسع كليات، موزعة بين مدينتي القرضة الشاطئ وبراك الشاطئ:
1. كلية الاقتصاد والعلوم السياسية - مدينة القرضة الشاطئ.
2. كلية الهندسة.
3. كلية البيئة والموارد الطبيعية.
4. كلية التقنية الطبية.
5. كلية العلوم.
6. كلية تقنية المعلومات.
7. كلية علوم الأغذية.
8. كلية القانون.
9. كلية التربية - مدينة براك الشاطئ.
كلمة رئيس الجامعة :
"تسعى جامعة وادي الشاطئ منذ تأسيسها إلى خدمة التعليم وتطويره للاستثمار في بناء الإنسان فكراً وعلماً." - أ.د. عبدالسلام المثناني
بالإضافة إلى كلية التربية التي تهم بتخريج مدرسين في مجالات متنوعة ،من أعلامها (محمد علي المزّين ،عبد الرحمن أمحمد قحماني ، أحميدة بن كرة، العالم علي أبوبكر، محمد علي الزيداني ، محمد إبراهيم أبو العيد، محمد محي الدين أرحومة، عبد القادر بن محمد، البصير بن قندي، عبد السلام بن سعد، المنتصر علي العالم ، محمد المكي بن عمر أجهيم، محمد الشاذلي بن عبد الوهاب ،صالح علي أبو العيد، أحمد علي الوحشي ، أمحمد بن عطية، سعد بن عبد الواحد ، أحمد حميدة كرة ، محمد معتوق عبد الجليل ،أبوراس زايد، محمد أمحمد موهوب )
كما تزخر مدينة البراك بعدد من العلماء  من خريجي الأزهر الشريف وقد كان لهم دور فعّال في الحياة العلمية والإجتماعية بالمنطقة ، من بينهم ( العالم علي أبوبكر، سعد بن عبد الواحد، محمد أبو القاسم علي، عبد الله بن عبد الجليل، إسماعيل محمد بن عمر ).

## المواني والمطارات
- قاعدة براك الجوية
- مطار جلود المدني